# Parathelypteris viscosa
Parathelypteris viscosa là một loài thực vật có mạch trong họ Thelypteridaceae. Loài này được (J. Sm.) Ching mô tả khoa học đầu tiên năm 1963.